# Laphria marginalis
Laphria marginalis är en tvåvingeart som beskrevs av Samuel Wendell Williston  1901. Laphria marginalis ingår i släktet Laphria och familjen rovflugor. Inga underarter finns listade i Catalogue of Life.